# Megastigmus dharwadicus
Megastigmus dharwadicus is een vliesvleugelig insect uit de familie Torymidae. De wetenschappelijke naam is voor het eerst geldig gepubliceerd in 2010 door Narendran & Vastrad.